# 浪ノ音健藏
浪ノ音 健藏（なみのおと けんぞう、1882年3月14日 - 1967年11月25日）は、現在の青森県青森市出身で高砂部屋に所属した力士。本名は鎌田 健藏。11代振分。166cm、79kg。最高位は西関脇。

## 経歴
子供の時から小兵ながら土地相撲で取っていたが、1897年の夏に高砂の一行が巡業に来た時に同県の綾浪を頼り入門した。1898年1月初土俵、1906年1月新入幕。入幕3場所目には小結に上がり、当時大関であった荒岩亀之助を引き落としで破る殊勲を挙げた。1907年5月関脇昇進。それ以降は中堅に甘んじた。1914年5月幕下に陥落して引退し11代振分を襲名。振分部屋を創設し、大ノ高などを育て、勝負検査役などを務めた。47年間年寄として在職し、78歳で1961年1月定年退職。
引退後は青森へ移住し、宿禰神社の社務をこなし、晩年は角界の生き字引として好角家との交流を楽しんだ。
1967年11月25日、85歳で死去。
1911年1月に起きた新橋倶楽部事件では力士側代表として協会との交渉に当たった。
1914年の高砂襲名争いでは綾川を推薦したが敗れ、出羽海一門に転属した。

## 取り口
前捌きの上手さから右前ミツ、左ハズ、または右差し一気の寄りが持ち味であった。さらには、巻き落としや蹴返しなども得意の速攻相撲の技能派だった。

## 成績
- 幕内16場所55勝56敗30休12分7預
- 通算34場所65勝59敗30休15分8預[5]

### 場所別成績
| 1898年 （明治31年） | （前相撲）             | （前相撲）                   |
| 1899年 （明治32年） | 東序ノ口7枚目 –        | 東序二段17枚目 –             |
| 1900年 （明治33年） | 西序二段21枚目 –       | 西三段目38枚目 –             |
| 1901年 （明治34年） | 東三段目40枚目 –       | 東三段目15枚目 –             |
| 1902年 （明治35年） | 西三段目5枚目 –        | 東幕下33枚目 –               |
| 1903年 （明治36年） | 西幕下25枚目 –         | 西幕下14枚目 –               |
| 1904年 （明治37年） | 西幕下15枚目 –         | 東幕下3枚目 2–1 （対十両戦） |
| 1905年 （明治38年） | 東十両9枚目 4–3        | 東十両2枚目 6–0 3分1預       |
| 1906年 （明治39年） | 西前頭8枚目 3–3–1 3分  | 西前頭11枚目 4–4 1分1預      |
| 1907年 （明治40年） | 西小結 6–5–1           | 西関脇 3–3–4                 |
| 1908年 （明治41年） | 西前頭筆頭 5–3–1 1分   | 西小結 8–3–5                 |
| 1909年 （明治42年） | 東前頭3枚目 2–3–5      | 東前頭8枚目 3–6–1            |
| 1910年 （明治43年） | 東前頭12枚目 4–2–3 1預 | 東前頭10枚目 6–3 1預         |
| 1911年 （明治44年） | 東前頭筆頭 2–7 1分     | 東前頭5枚目 4–5 1預          |
| 1912年 （明治45年） | 西前頭8枚目 6–3 1分    | 東前頭3枚目 4–5 1分          |
| 1913年 （大正2年） | 東前頭8枚目 0–3–6 1分  | 西前頭 0–2–7 1預             |
| 1914年 （大正3年） | 西十両3枚目 0–0–0      | 西幕下2枚目 引退 1–1–0       |
| 各欄の数字は、「勝ち-負け-休場」を示す。 優勝 引退 休場 十両 幕下 三賞：敢=敢闘賞、殊=殊勲賞、技=技能賞 その他：★=金星 番付階級：幕内 - 十両 - 幕下 - 三段目 - 序二段 - 序ノ口 幕内序列：横綱 - 大関 - 関脇 - 小結 - 前頭（「#数字」は各位内の序列） |                        |                              |

- 幕下以下の地位は小島貞二コレクションの番付実物画像による。また当時の幕下以下の星取や勝敗数等の記録については2024年現在相撲レファレンス等のデータベースに登録がなく、特に序二段や序ノ口などについては記録がほとんど現存していないと思われるため、幕下以下の勝敗数等には暫定的に対十両戦の分のみを示している箇所がある。

## 改名
（出典）
- 浪ノ音 1899年1月場所
- 岩木山 1899年5月場所
- 浪ノ音 1900年1月場所 -